# Jerome Cavanagh
Jerome Cavanagh (16 juin 1928 - 27 novembre 1979) est un avocat et homme politique américain d'origine irlandaise. Élu maire de Détroit au Michigan en 1962, il subit les contrecoups des émeutes de 1967 à Détroit.

## Biographie
Jerome P. Cavanagh naît le 16 juin 1928 d'un père chaudronnier, un Irlandais travaillant à la société Ford. Inscrit à l'université de Detroit Mercy, Jerome complète un BA en 1950 puis ses études en droit en 1954. Il pratique en tant qu'avocat par la suite. Dès l'université, il joint les rangs du parti démocrate des États-Unis. Il sert ensuite à des postes peu élevés au sein du parti, tels administrateur adjoint d'un évènement annuel et membre d'un comité travaillant pour le conseil d'administration de l'aéroport métropolitain.
Dans sa première course à la mairie de Détroit au Michigan, Jerome Cavanagh fait face à 11 candidats, dont le maire sortant Louis Miriani (en) qui jouit d'un important soutien institutionnel et a été facilement élu quatre ans auparavant. Lors des élections primaires, Cavanagh obtient le droit de concourir contre Miriani même s'il a reçu moitié moins de votes que Miriani. Cavanagh critique sévèrement et régulièrement la gestion financière de la ville et les relations raciales dans la ville. Plusieurs Afro-Américains croient que Mariani tolère la brutalité policière envers les Noirs. Le jour de l'élection, les Noirs votent massivement à l'étonnement des observateurs politiques, et Cavanagh devient le 64e maire de la ville.
Cavanagh nomme George Clifton Edwards Jr. à la tête de la police dans le but de réformer les pratiques policières. Le nouveau maire demande aussi que l'administration de la ville mette en place un programme de discrimination positive envers les Afro-américains. Au contraire du maire de Chicago Richard Daley, qui résiste aux réformes prônées par le mouvement afro-américain des droits civiques, Cavanagh accueille Martin Luther King à Détroit et marche avec lui en juin 1963 lors de la March for Freedom en compagnie de 100 000 personnes.
La ville reçoit des fonds du gouvernement fédéral grâce au Model Cities Program qui s'inscrit dans le programme Grande société de Johnson, qui cherche à lutter contre la pauvreté. Plusieurs Noirs deviennent connus à la suite de l'application de ce programme dans plus de 150 villes américaines. Détroit, l'une des plus grandes villes participantes, suscite l'admiration pour son leadership. Le maire Cavanagh est le seul élu qui participe au groupe de travail de Johnson. Dans le cadre du programme, Détroit reçoit 490 millions de dollars dans le but de refondre un carré de neuf miles de côté (occupé par 134 000 habitants) en une cité urbaine modèle. Les élites politiques et d'affaires ainsi que les planificateurs urbains, en coopération avec des leaders noirs, tentent d'utiliser ces fonds pour favoriser la croissance économique de toute la ville. Au centre-ville, ils cherchent à protéger les bâtiments où les sociétés font affaire tout en réduisant la taille des quartiers pauvres à proximité, ainsi qu'à construire des immeubles à revenus. Cependant, les communautés du centre-ville s'opposent à ces projets parce que les fonds fédéraux sont prévus pour rénover ou remplacer les résidences vieillissantes occupées par des gens à faibles revenus. Le gouvernement fédéral mettra fin au programme en 1974 pour l'ensemble du pays à la suite de nombreuses émeutes sur le territoire américain.
Les magazines Fortune et National Observer jugent d'un œil favorable la situation de Détroit à la fois pour les relations raciales et la situation économique des citoyens. Pour ces raisons, Cavanagh est réélu avec une confortable avance en 1965. En 1966, Cavanagh est à la fois élu président de la Conférence des maires des États-Unis (pour la période 1966-1967) et président de la National League of Cities. En 1966, il pose sa candidature pour un poste au Sénat des États-Unis en tant que démocrate, mais il perd face à l'ancien gouverneur G. Mennen Williams (en).
En juillet 1967, la ville est le théâtre d'émeutes destructrices qui durent cinq jours. La police de la ville est débordée. À cette époque, Jerome Cavanagh est en conflit ouvert avec George Romney, gouverneur républicain du Michigan. Jeune, d'origine irlandaise et catholique, le maire démocrate est donc réticent à demander l'aide de Romney, qui peut envoyer des troupes de l'Army National Guard à Détroit. Par la suite, Cavanagh est sévèrement critiqué pour sa gestion des émeutes. Ses deux dernières années à la mairie sont difficiles. Il refuse de poser sa candidature pour les élections de 1969. 
Pendant son second terme, sa vie personnelle prend une tournure dramatique à la suite d'une demande de divorce de sa femme Mary Helen. En octobre, Cavanagh engage une poursuite pour la garde de leurs huit enfants. En 1968, les journaux couvre le procès du divorce, publiant des détails embarrassants sur le couple.
En 1969, Cavanagh recommence à travailler comme avocat à Détroit et enseigne le droit à l'université du Michigan. En 1974, il pose sa candidature au poste de gouverneur, mais perd lors des primaires. C'est sa dernière tentative d'occuper un poste politique.
Jerome Cavanagh meurt le 27 novembre 1979 des suites d'une crise cardiaque au St. Joseph Hospital à Lexington au Kentucky.